# Nelson Eddy
Nelson Eddy (Providence, 29 de juny de 1901 - Miami Beach, 6 de març de 1967), nascut Nelson Ackermann Eddy, va ser un cantant d'òpera i un actor estatunidenc.

## Biografia
Els seus pares eren cantants i el seu avi era músic. Incapaç de pagar-se un professor, va aprendre a cantar amb l'ajuda de gravacions d'òpera. Als 14 anys, va treballar com a telefonista en una foneria de ferro de Filadèlfia. El doctor Edouard Lippe li va donar lliçons particulars i li va prestar diners per a estudis a Dresden i París.
Nelson Eddy va donar el seu primer concert el 1928 a Filadèlfia. El 1933, signa un contracte de set anys amb la Metro-Goldwyn-Mayer. Després de lliçons amb la MGM, coneix l'èxit amb Jeanette MacDonald a la pel·lícula Naughty Marietta, feta amb un molt petit pressupost. Jeanette MacDonald i ell van rodar després sis pel·lícules junts. La seva última pel·lícula va ser I Married an Angel el 1942.
Mor el 6 de març de 1967, als 65 anys. Es va convertir a la religió dels Testimonis de Jehovà en els últims anys de la seva vida. Ell i la seva dona Anne Denitz no van tenir cap fill.

## Filmografia

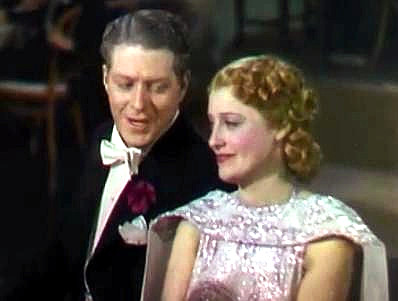
Nelson Eddy i Jeanette MacDonald a Sweethearts.

- 1935: Naughty Marietta: capità Richard Warrington
- 1936: Rose Marie: sergent Bruce
- 1937: Maytime: Paul Allison
- 1937: Rosalie: Dick Thorpe
- 1938: The Girl of the Golden West: Ramirez
- 1938: Sweethearts: Ernest Lan
- 1939: Let Freedom Ring: Steve Logan
- 1939: Balalaika: Príncep Peter Karagin àlies Peter Teranda
- 1940: New Moon: Henri duc de Villiers
- 1940: Bitter Sweet: Carl Linden
- 1941: The Chocolate Soldier: Karl Lang àlies Vassily Vassilievitch
- 1942: I Married an Angel: comte Palaffi
- 1943: Phantom of the Opera: Anatole Garron
- 1944: Knickerbocker Holiday: Brom Broeck
- 1946: Make Mine Music: narrador, seqüència Willie the Operatic Whale
- 1947: Northwest Outpost: Capità Jim Laurence